# Kinh tế Singapore
Nền kinh tế của Singapore  là một nền kinh tế thị trường tự do với mức độ phát triển cao và được xếp hạng là nền kinh tế mở nhất trên thế giới với mức độ tham nhũng thấp thứ ba. Đây là quốc gia có nhiều doanh nghiệp lớn vận hành trong nước nhất nhờ mức thuế thấp (doanh thu thuế chỉ chiếm 14,2% GDP), cùng với đó GDP bình quân đầu người của quốc gia này còn cao thứ ba trên thế giới tính theo sức mua tương đương (PPP). Singapore là nơi đặt trụ sở của APEC. Nền kinh tế Singapore lớn thứ 4 ở khu vực Đông Nam Á, lần lượt xếp hạng 14 châu Á và 34 toàn cầu theo GDP danh nghĩa. 
Các doanh nghiệp nhà nước đóng một vai trò quan trọng trong nền kinh tế của Singapore. Quỹ đầu tư quốc gia Temasek Holdings nắm giữ phần lớn cổ phần của một vài công ty lớn nhất quốc gia như Singapore Airlines, SingTel, ST Engineering và MediaCorp. Singapore là quốc gia có nguồn vốn FDI đầu tư ra nước ngoài lớn trên thế giới và quốc gia này đồng thời cũng được hưởng lợi từ dòng vốn FDI đến từ các nhà đầu tư và tổ chức trên toàn cầu nhờ có môi trường đầu tư hấp dẫn và chính trị ổn định.
Ngành xuất khẩu với các mặt hàng mũi nhọn là đồ điện tử, hóa chất và dịch vụ, cộng thêm với vị thế là trung tâm quản lý tài sản của khu vực đã đem lại cho Singapore nguồn thu đáng kể để phát triển kinh tế, cho phép quốc gia này nhập khẩu tài nguyên thiên nhiên và nguyên liệu thô không có sẵn trên lãnh thổ. Hơn nữa, tình trạng khan hiếm nguồn nước khiến nước trở thành tài nguyên quý giá của quốc gia.
Không chỉ khan hiếm nguồn nước, Singapore còn khan hiếm đất đai, vấn đề này một phần đã được giải quyết bằng cách mở rộng vùng Pulau Semakau thông qua việc lấp đất. Singapore có các chính sách giới hạn đất canh tác, chính sách này đồng nghĩa với việc quốc gia này buộc phải dựa vào công nghệ nông nghiệp để sản xuất. Nguồn nhân lực cũng là một vấn đề quan trọng khác ảnh hưởng sức khỏe của nền kinh tế. Singapore là quốc gia đứng thứ 2 trong bảng xếp hạng về Khoa học và công nghệ sinh học của Mỹ vào năm 2014 nhờ có khu nghiên cứu Biopolis.
Singapore phụ thuộc nhiều vào ngành thương mại trung gian bằng cách mua hàng hóa thô rồi tinh chỉnh chúng để tái xuất khẩu, chẳng hạn như ngành công nghiệp chế tạo chíp bán dẫn trên nền wafer và lọc dầu. Ngoài ra, Singapore còn là một hải cảng chiến lược giúp nó có năng lực cạnh tranh hơn so với nhiều nước láng giềng trong việc đóng vai trò như một trạm chung chuyển hàng hóa. Chỉ số toàn cầu hóa của Singapore thuộc hàng cao nhất thế giới với mức trung bình vào khoảng 400% trong giai đoạn từ năm 2008 đến 2011. Cảng Singapore được coi là hải cảng bận rộn thứ hai thế giới xét về khối lượng hàng hóa.
Để duy trì vị thế quốc tế và tiếp tục phát triển sự thịnh vượng của nền kinh tế trong thế kỷ 21, Singapore đã thực hiện các biện pháp để thúc đẩy đổi mới, thúc đẩy tinh thần khởi nghiệp và đào tạo lại lực lượng lao động. Bộ Nhân lực Singapore (MoM) chịu trách nhiệm chủ yếu trong việc thiết lập, điều chỉnh, và thực thi các quy định về nhập cư lao động nước ngoài. Có khoảng 243.000 người lao động nước ngoài (FDW) làm việc tại Singapore.

## Thống kê kinh tế
Bảng dưới đây hiển thị các chỉ số kinh tế chính trong giai đoạn từ 1980 đến 2021 (với ước tính của IMF trong giai đoạn từ 2022 đến 2027). Tỉ lệ lạm phát dưới 5% được đánh dấu màu xanh.
| Năm  | GDP (tính bằng tỷ USD-PPP) | GDP per capita (tính bằng USD-PPP) | GDP (tính bằng tỷ USD-nominal) | GDP per capita (tính bằng USD-nominal) | Tăng trưởng GDP (thực) | Tỷ lệ lạm phát (theo phần trăm) | Tỷ lệ thất nghiệp (theo phần trăm) | Nợ công (theo % của GDP) |
| ---- | -------------------------- | ---------------------------------- | ------------------------------ | -------------------------------------- | ---------------------- | ------------------------------- | ---------------------------------- | ------------------------ |
| 1980 | 22.9                       | 9,479.4                            | 12.1                           | 5,005.0                                | 10.1%                  | 8.5%                            | 5.8%                               | n/a                      |
| 1981 | 27.8                       | 10,958.8                           | 14.4                           | 5,672.1                                | 10.8%                  | 8.2%                            | 5.9%                               | n/a                      |
| 1982 | 31.6                       | 11,927.3                           | 15.9                           | 6,000.0                                | 7.1%                   | 3.9%                            | 6.3%                               | n/a                      |
| 1983 | 35.6                       | 13,281.0                           | 18.0                           | 6,717.8                                | 8.6%                   | 1.0%                            | 5.6%                               | n/a                      |
| 1984 | 40.1                       | 14,689.9                           | 19.6                           | 7,160.3                                | 8.8%                   | 2.6%                            | 6.1%                               | n/a                      |
| 1985 | 41.1                       | 15,039.4                           | 18.6                           | 6,788.4                                | -0.6%                  | 0.5%                            | 4.6%                               | n/a                      |
| 1986 | 42.5                       | 15,563.0                           | 18.8                           | 6,870.8                                | 1.3%                   | -1.4%                           | 2.0%                               | n/a                      |
| 1987 | 48.3                       | 17,406.2                           | 21.6                           | 7,794.7                                | 10.8%                  | 0.5%                            | 3.9%                               | n/a                      |
| 1988 | 55.6                       | 19,547.3                           | 26.6                           | 9,329.0                                | 11.3%                  | 1.5%                            | 2.6%                               | n/a                      |
| 1989 | 63.7                       | 21,730.1                           | 31.4                           | 10,725.7                               | 10.2%                  | 2.3%                            | 1.8%                               | n/a                      |
| 1990 | 72.6                       | 23,812.9                           | 38.9                           | 12,763.3                               | 9.8%                   | 3.5%                            | 1.8%                               | 73.5%                    |
| 1991 | 80.0                       | 25,528.0                           | 45.5                           | 14,502.0                               | 6.7%                   | 3.4%                            | 1.8%                               | 76.4%                    |
| 1992 | 87.3                       | 27,019.3                           | 52.1                           | 16,136.2                               | 6.6%                   | 2.2%                            | 1.8%                               | 79.0%                    |
| 1993 | 99.6                       | 30,059.3                           | 60.6                           | 18,290.1                               | 11.5%                  | 2.3%                            | 1.7%                               | 71.2%                    |
| 1994 | 113.0                      | 33,054.6                           | 73.7                           | 21,552.4                               | 11.1%                  | 3.1%                            | 1.7%                               | 70.7%                    |
| 1995 | 123.7                      | 35,087.0                           | 87.8                           | 24,914.9                               | 7.2%                   | 1.7%                            | 1.8%                               | 69.8%                    |
| 1996 | 135.3                      | 36,869.6                           | 96.3                           | 26,232.9                               | 7.5%                   | 1.4%                            | 1.7%                               | 71.3%                    |
| 1997 | 149.1                      | 39,283.1                           | 100.1                          | 26,375.9                               | 8.3%                   | 2.0%                            | 1.4%                               | 70.8%                    |
| 1998 | 147.5                      | 37,557.0                           | 85.7                           | 21,829.3                               | -2.2%                  | -0.3%                           | 2.5%                               | 84.6%                    |
| 1999 | 158.1                      | 39,943.7                           | 86.3                           | 21,796.6                               | 5.7%                   | 0.0%                            | 2.8%                               | 85.3%                    |
| 2000 | 176.3                      | 43,775.8                           | 96.1                           | 23,852.8                               | 9.0%                   | 1.3%                            | 2.7%                               | 82.3%                    |
| 2001 | 178.4                      | 43,104.2                           | 89.8                           | 21,699.7                               | -1.1%                  | 1.0%                            | 2.7%                               | 94.5%                    |
| 2002 | 188.3                      | 45,080.2                           | 92.5                           | 22,159.8                               | 3.9%                   | -0.4%                           | 3.6%                               | 96.3%                    |
| 2003 | 200.7                      | 48,774.7                           | 97.6                           | 23,730.4                               | 4.5%                   | 0.5%                            | 4.0%                               | 99.1%                    |
| 2004 | 226.6                      | 54,377.3                           | 115.0                          | 27,608.1                               | 9.9%                   | 1.7%                            | 3.4%                               | 95.7%                    |
| 2005 | 250.9                      | 58,815.0                           | 127.8                          | 29,961.3                               | 7.4%                   | 0.5%                            | 3.1%                               | 92.7%                    |
| 2006 | 281.9                      | 64,054.4                           | 148.6                          | 33,768.4                               | 9.0%                   | 1.0%                            | 2.7%                               | 86.5%                    |
| 2007 | 315.7                      | 68,793.8                           | 180.9                          | 39,432.9                               | 9.0%                   | 2.1%                            | 2.1%                               | 87.8%                    |
| 2008 | 327.7                      | 67,718.3                           | 193.6                          | 40,008.6                               | 1.9%                   | 6.6%                            | 2.2%                               | 97.9%                    |
| 2009 | 330.2                      | 66,212.2                           | 194.2                          | 38,926.8                               | 0.1%                   | 0.6%                            | 3.0%                               | 101.7%                   |
| 2010 | 382.7                      | 75,389.8                           | 239.8                          | 47,236.7                               | 14.5%                  | 2.8%                            | 2.2%                               | 98.7%                    |
| 2011 | 415.0                      | 80,052.4                           | 279.4                          | 53,891.5                               | 6.2%                   | 5.2%                            | 2.0%                               | 103.1%                   |
| 2012 | 436.0                      | 82,065.0                           | 295.1                          | 55,547.5                               | 4.4%                   | 4.6%                            | 2.0%                               | 106.7%                   |
| 2013 | 448.1                      | 83,001.8                           | 307.6                          | 56,967.4                               | 4.8%                   | 2.4%                            | 1.9%                               | 98.2%                    |
| 2014 | 461.8                      | 84,423.2                           | 314.9                          | 57,564.8                               | 3.9%                   | 1.0%                            | 2.0%                               | 97.7%                    |
| 2015 | 481.4                      | 86,974.7                           | 308.0                          | 55,645.6                               | 3.0%                   | -0.5%                           | 1.9%                               | 102.2%                   |
| 2016 | 501.5                      | 89,436.6                           | 318.8                          | 56,858.5                               | 3.6%                   | -0.5%                           | 2.1%                               | 106.6%                   |
| 2017 | 534.9                      | 95,310.3                           | 343.2                          | 61,149.6                               | 4.7%                   | 0.6%                            | 2.2%                               | 107.7%                   |
| 2018 | 567.7                      | 100,686.1                          | 377.0                          | 66,857.3                               | 3.7%                   | 0.4%                            | 2.1%                               | 109.4%                   |
| 2019 | 584.2                      | 102,431.4                          | 375.5                          | 65,833.2                               | 1.1%                   | 0.6%                            | 2.3%                               | 128.2%                   |
| 2020 | 566.8                      | 99,681.2                           | 345.3                          | 60,727.6                               | -4.1%                  | -0.2%                           | 3.0%                               | 152.0%                   |
| 2021 | 635.3                      | 116,486.3                          | 397.0                          | 72,794.9                               | 7.6%                   | 2.3%                            | 2.7%                               | 159.9%                   |
| 2022 | 701.0                      | 131,425.7                          | 423.6                          | 79,426.1                               | 3.0%                   | 5.5%                            | 2.1%                               | 141.1%                   |
| 2023 | 742.3                      | 140,280.1                          | 447.2                          | 84,500.4                               | 2.3%                   | 3.0%                            | 2.1%                               | 140.0%                   |
| 2024 | 777.8                      | 147,117.9                          | 470.1                          | 88,926.0                               | 2.6%                   | 2.0%                            | 2.1%                               | 139.9%                   |
| 2025 | 811.9                      | 152,667.0                          | 491.2                          | 92,363.0                               | 2.5%                   | 1.5%                            | 2.1%                               | 140.6%                   |
| 2026 | 848.2                      | 158,689.4                          | 513.5                          | 96,065.7                               | 2.5%                   | 1.5%                            | 2.1%                               | 141.2%                   |
| 2027 | 886.1                      | 164,987.2                          | 536.8                          | 99,935.1                               | 2.5%                   | 1.5%                            | 2.1%                               | 141.8%                   |

## Lịch sử kinh tế

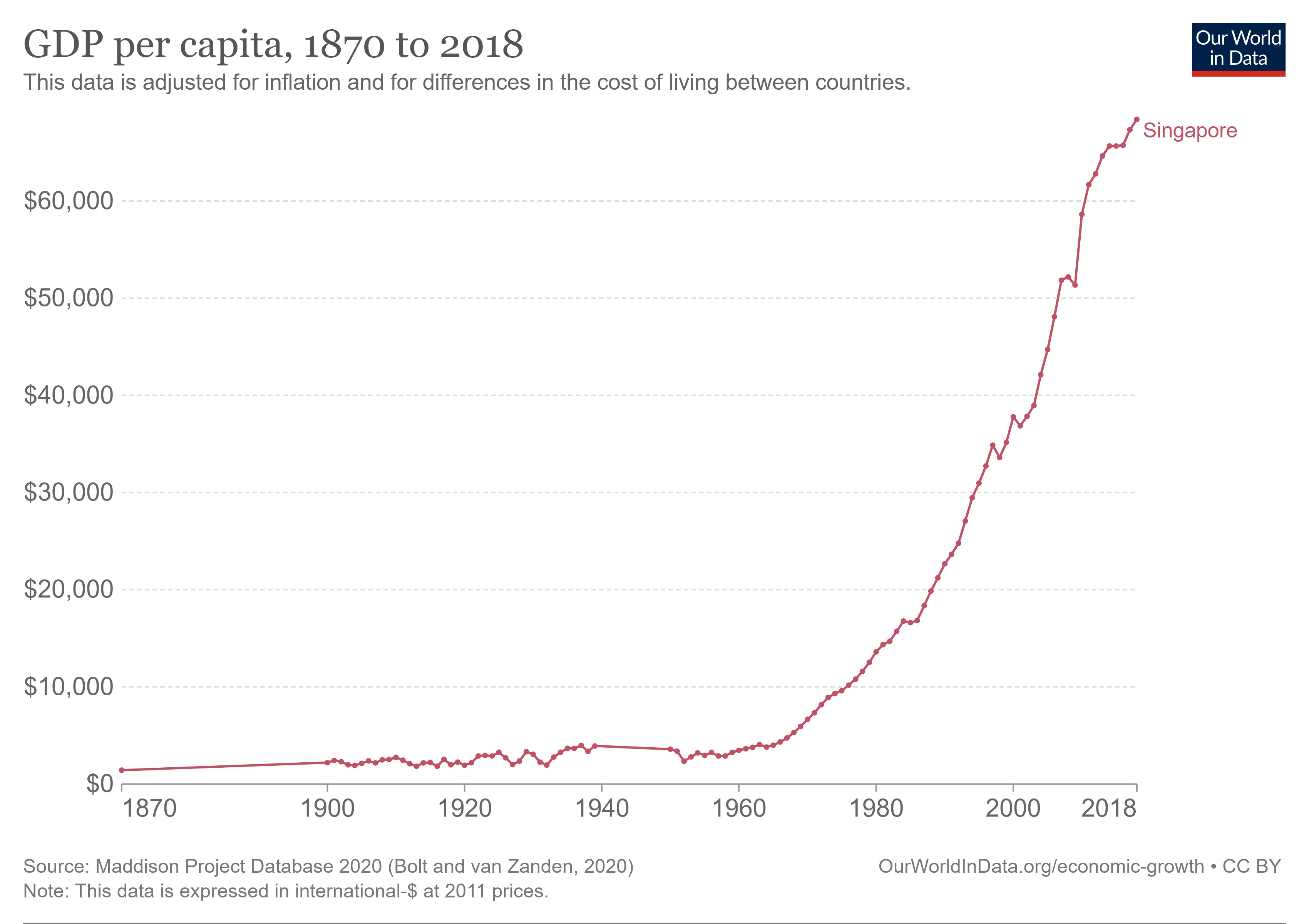
Biểu đồ thể hiện xu hướng tăng trưởng GDP bình quân đầu người của Singapore qua các năm, phản ánh sự phát triển kinh tế vượt bậc của quốc đảo này.

### Giai đoạn còn là thuộc địa của Anh
Nền kinh tế Singapore được hưởng lợi nhiều từ các chính sách cai trị của chủ nghĩa thực dân Anh trong việc thiết lập lên các trung tâm tài chính và thương mại tại thuộc địa.
Năm 1819: Ngài Stamford Rafflles, một Thượng úy hải quân của khu phố Bencoolen cũ (1818-1824), đã cho xây dựng một bốt quân đội nằm ở mũi phía nam của bán đảo Malay. Chính sách thực dân hóa đã đem lại nền tảng cho sự phát triển của chủ nghĩa tư bản tại khu vực này. Chính chính sách này đã biến Singapore trở thành "nơi giàu có đứng thứ hai ở khu vực châu Á chỉ sau Nhật Bản".  Phần lớn khối tài sản được tích lũy sớm vào thời điểm đó tại khu vực này là nguyên nhân giúp Singapore ngày nay trở thành một trong những trung tâm cảng biển lớn của thế giới.
Năm 1826: Singapore được coi là thủ đô của các lãnh thổ thuộc Anh nằm tại khu vực Đông Nam Á và chịu sự kiểm soát của Công ty Đông Ấn Anh.

### Sự mở rộng giao thương
Tuyến du lịch mới mang đến cơ hội để phát triển kinh tế cho Singapore
Năm 1869: Vào ngày 17 tháng 11 năm 1869, Kênh đào Suez được mở ra nhằm nối liền Biển Địa Trung Hải với Biển Đỏ. Điều này làm cho thời gian di chuyển của toàn bộ tàu bé được rút ngắn đáng kể dẫn đến việc khối lượng giao dịch giữa các quốc gia trên thế giới tăng lên. Singapore không phải là ngoại lệ khi cả nước đã được chứng kiến mức tăng trưởng lên đến 32 triệu Đô la chỉ trong vòng một năm kể từ khi kênh đào được mở ra. 
Năm 1879: Tổng khối lượng giao dịch thương mại đạt 105 triệu Đô la Mã Lai.

### Giai đoạn độc lập
Năm 1950: Khu vực này chứng kiến tình trạng bất ổn xã hội dẫn đến việc các cường quốc thực dân bãi bỏ một số quyết định. Cùng với sự thúc đẩy đến từ các cuộc bạo loạn sắc tộc, các cường quốc thực dân đã tìm cách để trao quyền và thành lập lên một chính quyền địa phương đáng gờm. Tình trạng bất ổn hầu hết xuất hiện là do tỷ lệ thất nghiệp cao và chính quyền địa phương đã được chỉ đạo để giải quyết vấn đề này. Ban phát triển kinh tế là tên chính thức của tổ chức đứng ra tạo thêm công ăn việc làm.
Năm 1955: Một hội đồng lập pháp địa phương Singapore đã được thành lập với 25 trong tổng số số 35 thành viên được bầu. 
Năm 1965: Sau khi độc lập khỏi Malaysia, Singapore đã phải đối mặt với những vấn đề xuất phát từ việc chỉ có thị trường nội địa nhỏ với tỷ lệ thất nghiệp và nghèo đói cao. 70% hộ gia đình Singapore phải sống trong điều kiện và hoàn cảnh vô cùng tồi tệ và một phần ba người dân phải sống nhờ trong các khu ổ chuột ở ngoại ô thành phố. Tỷ lệ thất nghiệp trung bình rơi vào khoảng 14%, GDP bình quân đầu người là 516 Đô la Mỹ và một nửa dân số không biết chữ.

### Giai đoạn bùng nổ công nghiệp hóa và chuyển đổi
Công cuộc thay đổi trong kết cấu của bộ máy quản lý đã thúc đẩy nền kinh tế đi lên nhanh chóng
Giai đoạn 1965-1973: Tăng trưởng GDP thực tế hàng năm đạt 12,7%. 
Giai đoạn 1973-1979: Cuộc khủng hoảng dầu mỏ đã góp phần làm nâng cao nhận thức của chính phủ về các vấn đề kinh tế. Theo đó chính phủ hứa hẹn sẽ phải tạo ra một diễn đàn về công cuộc chuyển đổi nền kinh tế mới. Chính phủ nhấn mạnh rằng công cuộc tập trung vào việc đầu tư cho công nghệ và giáo dục sẽ là làn sóng lợi ích kinh tế mới để quản lý và giảm thiểu lạm phát đồng thời giúp người lao động có được trang thiết bị hoàn thiện hơn để duy trì tăng trưởng.
Chính phủ Singapore đã thành lập Ủy ban phát triển kinh tế nhằm đạt được vị trí dẫn đầu trong lĩnh vực đầu tư và biến Singapore trở thành một điểm đến hấp dẫn của các nhà đầu tư nước ngoài.  Dòng vốn FDI đổ vào Singapore đã tăng lên rất nhiều trong những thập kỷ sau đó và duy trì cho mãi đến năm 2001 khi mà các công ty nước ngoài tạo ra tới 75% đầu ra sản xuất trong nước và 85% mặt hàng xuất khẩu. Trong khi đó, tỷ lệ tiết kiệm và đầu tư của Singapore có mức tăng trưởng cao nhất trên thế giới, trong khi tỉ lệ tiêu dùng hộ gia đình và bất cân bằng trong thu nhập so với GDP giảm ở mức thấp nhất.

### Lịch sử gần đây

#### Sự phát triển của ngành dịch vụ
Kết quả của nỗ lực đầu tư này, tổng vốn đầu tư của Singapore đã tăng gấp 33 lần vào năm 1992 và đạt được mức tăng gấp 10 lần về tỷ lệ vốn/lao động. Mức sống tăng đều, với nhiều gia đình chuyển từ tình trạng thu nhập thấp sang an ninh thu nhập trung bình với thu nhập hộ gia đình tăng lên.
Năm 1987, Lý Quang Diệu tuyên bố rằng (dựa trên tiêu chí sở hữu nhà của chính phủ) 80% người Singapore hiện có thể được coi là thành viên của tầng lớp trung lưu. Dưới thời Lý Quang Diệu, Singapore có cả lạm phát và thất nghiệp thấp. Tuy nhiên, rất khác với chính sách kinh tế của Hy Lạp và các nước châu Âu khác, Singapore đã theo đuổi chính sách cá nhân hóa lưới an toàn xã hội. Điều này dẫn đến tỷ lệ tiết kiệm cao hơn mức trung bình và một nền kinh tế rất bền vững trong dài hạn. Không có một nhà nước phúc lợi nặng nề hoặc khả năng xảy ra của nó, Singapore đã phát triển một lực lượng lao động rất tự lực cánh sinh và lành nghề, rất phù hợp với nền kinh tế toàn cầu.
Những năm 1990 đặt ra một câu hỏi lớn cho Singapore, đó là làm thế nào để họ có thể tái cơ cấu nền kinh tế của mình. Sự xuất hiện của các công ty sản xuất hiệu quả ở Đông Nam Á trong những năm 1990 đã thách thức quốc gia có lực lượng lao động nhỏ và hạn chế về đất đai. Friedrich đã lưu ý rằng "sẽ khó có thể mở rộng quá 25% thị phần hiện tại của nền kinh tế" khi nói đến các công ty sản xuất. Mặc dù gặp khó khăn trong lĩnh vực sản xuất, Singapore đã phát triển mạnh mẽ trong lĩnh vực tài chính toàn cầu, thương mại và là trung tâm công nghiệp cho thương mại quốc tế.
Chiến lược kinh tế của Singapore đã tạo ra mức tăng trưởng thực trung bình 8,0% từ năm 1960 đến năm 1999. Kể từ khi độc lập vào năm 1965, GDP của Singapore đã tăng trung bình 9,5%. Nền kinh tế đã phục hồi vào năm 1999 dưới thời Goh Chok Tong, Thủ tướng Singapore, sau cuộc khủng hoảng tài chính khu vực, với tốc độ tăng trưởng 5,4%, tiếp theo là 9,9% trong năm 2000. Tuy nhiên, sự suy thoái kinh tế ở Hoa Kỳ, Nhật Bản và Liên minh Châu Âu, cũng như sự suy thoái điện tử trên toàn thế giới, đã làm giảm ước tính tăng trưởng kinh tế trong năm 2001 xuống mức âm 2,0%.
Nền kinh tế Singapore tăng trưởng 2,2% vào năm sau và 1,1% vào năm 2003, khi Singapore bị ảnh hưởng bởi dịch SARS. Sau đó, một sự đảo chiều lớn đã xảy ra vào năm 2004, giúp Singapore phục hồi đáng kể với mức tăng trưởng 8,3%, mặc dù mức tăng thực tế thấp hơn một nửa so với mục tiêu tăng trưởng của năm, chỉ đạt 2,5%. Năm 2005, tăng trưởng kinh tế là 6,4% và năm 2006 là 7,9%.
Rõ ràng là Singapore cũng sẽ gặp khó khăn do cuộc khủng hoảng tài chính toàn cầu do vị thế là một trung tâm dịch vụ tài chính. Một số nhà bình luận thị trường đã nghi ngờ khả năng của nền kinh tế Singapore đối phó với những tác động của cuộc khủng hoảng. Tuy nhiên, cuối cùng, nền kinh tế đã tăng trưởng 3,1% vào năm 2009 và 15,2% vào năm 2010.
Kể từ ngày 8 tháng 6 năm 2013, tỷ lệ thất nghiệp của Singapore ở mức khoảng 1,9% và nền kinh tế của đất nước có tốc độ tăng trưởng chậm hơn, với tốc độ tăng trưởng 1,8% trên cơ sở quý đối quý—so với 14,8% vào năm 2010.
Năm 2015 và 2016 là giai đoạn suy thoái của Singapore khi tốc độ tăng trưởng GDP chỉ còn 2%. Mặc dù tốc độ tăng trưởng giảm, nhưng Singapore vẫn chưa ghi nhận tốc độ tăng trưởng âm, đây là một dấu hiệu tích cực. Trong cùng kỳ mà tốc độ tăng trưởng kinh tế giảm, tỷ lệ thất nghiệp và lạm phát cũng giảm.
Tính đến năm 2017, GDP của Singapore đạt 323,907 tỷ USD.
Singapore được dự báo sẽ trải qua một giai đoạn suy thoái kinh tế vào năm 2019, với tốc độ tăng trưởng GDP giảm từ 3,1% xuống 1,9% vào năm 2018, do các cuộc chiến thương mại giữa Hoa Kỳ và Trung Quốc.
Trong những tháng đầu của đại dịch COVID-19, vào ngày 26 tháng 3 năm 2020, Bộ Thương mại và Công nghiệp Singapore cho biết họ tin rằng nền kinh tế sẽ suy giảm từ 1% đến 4% trong năm 2020. Đây là sau khi nền kinh tế suy giảm 2,2% trong quý đầu tiên của năm 2020 so với cùng kỳ năm 2019. Vào ngày 26 tháng 5, MTI cho biết họ đang điều chỉnh giảm kỳ vọng đối với nền kinh tế Singapore trong năm 2020, từ suy giảm 4% xuống 7%. Các nhà kinh tế đã phải hạ thấp dự báo của họ so với trước đó và một số người cho rằng quá trình phục hồi kinh tế có thể mất một thời gian. Để ứng phó với áp lực kinh tế, Moody's đã tạm thời hạ cấp triển vọng của ngành ngân hàng Singapore trong năm đó từ "ổn định" xuống "tiêu cực".
Nhà kinh tế Chua Hak Bin ước tính rằng các biện pháp giãn cách xã hội của Singapore để ứng phó với đại dịch, bắt đầu từ ngày 7 tháng 4, có thể tác động đến nền kinh tế khoảng 10 tỷ đô la Singapore. Với việc phong tỏa áp dụng đối với công nhân xây dựng, có lo ngại rằng các dự án xây dựng có thể bị chậm trễ tới sáu tháng. Bộ trưởng Bộ Thương mại và Công nghiệp Chee Hong Tat thông báo rằng khoảng 3.800 công ty đã đóng cửa vào tháng 4 năm 2020, chỉ cao hơn một chút so với mức trung bình 3.700 công ty đóng cửa trong cùng tháng trong 5 năm qua. Mặc dù ông cảnh báo rằng con số này có thể sẽ tăng lên trong những tháng tới. Mặc dù số lượng công ty đóng cửa chỉ tăng nhẹ, nhưng số lượng công ty khởi nghiệp đã giảm khoảng một phần ba so với mức trung bình của tháng 4 kể từ năm 2015.

## Doanh nghiệp nhà nước và đầu tư

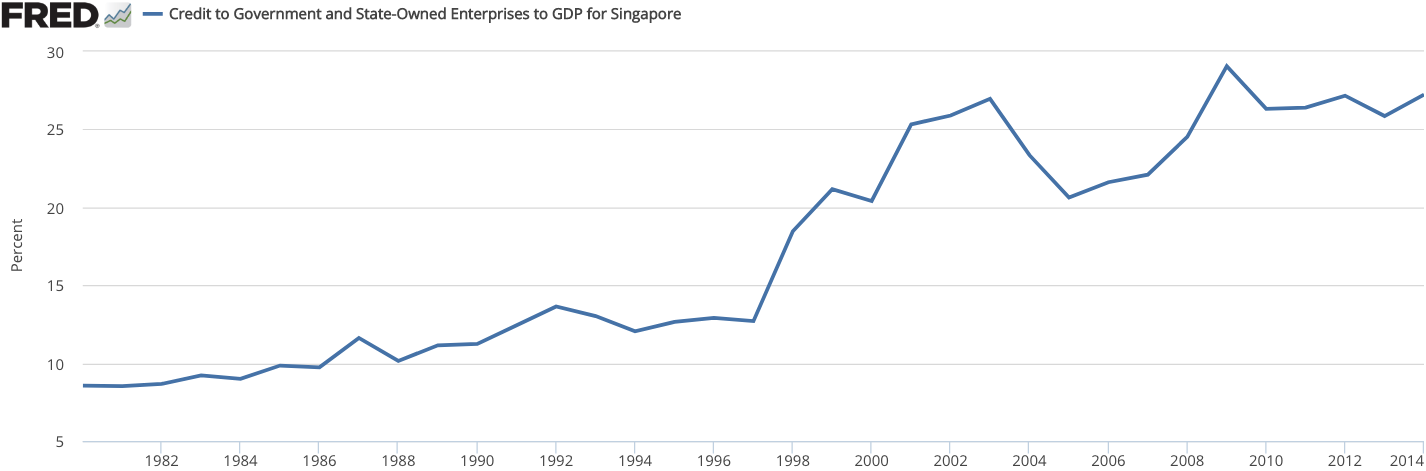
Tỷ lệ các doanh nghiệp nhà nước của Singapore trong GDP

Singapore là một quốc gia với nền kinh tế thị trường tự do, nhưng chính phủ đóng vai trò quan trọng trong việc dẫn dắt và phát triển kinh tế. Chính phủ Singapore có hai quỹ đầu tư nhà nước là Temasek Holdings và GIC Private Limited, được sử dụng để quản lý dự trữ ngoại hối của đất nước. Trong những năm đầu, vai trò của nhà nước tập trung hơn vào việc quản lý các ngành công nghiệp để phát triển kinh tế. Nhưng trong những thập kỷ gần đây, mục tiêu của các quỹ đầu tư nhà nước Singapore đã chuyển sang cơ sở thương mại.
Các công ty liên kết với chính phủ đóng một vai trò quan trọng trong nền kinh tế trong nước của Singapore. Tính đến tháng 11 năm 2011, sáu công ty GLC hàng đầu được niêm yết trên sàn giao dịch chứng khoán Singapore (SGX) chiếm khoảng 17% vốn hóa thị trường tổng thể. Các doanh nghiệp nhà nước hoàn toàn và một phần này hoạt động trên cơ sở thương mại và không được hưởng bất kỳ lợi thế cạnh tranh nào so với các doanh nghiệp tư nhân. Quyền sở hữu của nhà nước chiếm vị trí nổi bật trong các lĩnh vực kinh tế chiến lược, bao gồm viễn thông, truyền thông, vận tải công cộng, quốc phòng, cảng biển, hoạt động sân bay cũng như ngân hàng, vận tải biển, hàng không, cơ sở hạ tầng và bất động sản.
Tính đến năm 2014, Temasek nắm giữ 69 tỷ đô la Singapore tài sản ở Singapore, chiếm 7% tổng vốn hóa thị trường của các công ty được niêm yết trên sàn giao dịch chứng khoán Singapore. Năm 2017, GSK đã chuyển trụ sở chính châu Á của mình đến Singapore.
| Năm  | Tổng mức thương mại | Nhập khẩu | Xuất khẩu | % Thay đổi                              |
| ---- | ------------------- | --------- | --------- | --------------------------------------- |
| 2000 | $273                | $135      | $138      | 21%                                     |
| 2001 |                     |           |           | −9.4%                                   |
| 2002 | $432                |           |           | 1.5%                                    |
| 2003 | $516                | $237      | $279      | 9.6%                                    |
| 2004 | $629                | $293      | $336      | 21.9%                                   |
| 2005 | $716                | $333      | $383      | 14%                                     |
| 2006 | $810                | $379      | $431      | 13.2%                                   |
| 2014 | $983                | $464      | $519      | 21.3% thay đổi từ năm 2006 đến năm 2014 |

Tất cả các con số tính bằng tỷ đô la Singapore.

## Các lĩnh vực kinh tế
Để duy trì vị thế cạnh tranh bất chấp việc tiền lương tăng cao, chính phủ Singapore tìm cách thúc đẩy các hoạt động có giá trị gia tăng cao hơn trong lĩnh vực sản xuất và dịch vụ. Chính phủ cũng đã và đang mở cửa các lĩnh vực dịch vụ tài chính, viễn thông và sản xuất và bán lẻ điện năng cho các nhà cung cấp dịch vụ nước ngoài và cạnh tranh gay gắt hơn.
Chính phủ cũng đã thực hiện một số biện pháp bao gồm kiềm chế tiền lương và giải phóng các tòa nhà chưa sử dụng để kiểm soát giá thuê thương mại tăng cao nhằm giảm chi phí kinh doanh ở Singapore khi giá thuê văn phòng khu trung tâm thương mại tăng gấp ba lần vào năm 2006.

### Ngân hàng
Singapore được coi là trung tâm tài chính toàn cầu bởi nhiều nhà phân tích tài chính, nhà kinh tế và chính trị hàng đầu, với các ngân hàng Singapore cung cấp các dịch vụ tài khoản ngân hàng doanh nghiệp đẳng cấp thế giới. Trong Chỉ số Trung tâm Tài chính Toàn cầu năm 2020, Singapore được xếp hạng là trung tâm tài chính cạnh tranh thứ 6 trên thế giới và thứ 4 tại châu Á. Các dịch vụ ngân hàng ở Singapore bao gồm nhiều loại tiền tệ, ngân hàng trực tuyến, ngân hàng điện thoại, tài khoản vãng lai, tài khoản tiết kiệm, thẻ ghi nợ và thẻ tín dụng, tiền gửi có kỳ hạn và dịch vụ quản lý tài sản.
Singapore cũng đã thu hút tài sản trước đây được giữ tại các ngân hàng Thụy Sĩ vì một số lý do, bao gồm thuế mới áp dụng cho tài khoản Thụy Sĩ và việc suy yếu tính bảo mật ngân hàng Thụy Sĩ. Credit Suisse, ngân hàng lớn thứ hai của Thụy Sĩ, đã chuyển trụ sở ngân hàng tư nhân quốc tế của mình đến Singapore vào năm 2005. Vì lý do này, quốc gia này cũng được mệnh danh là "Thụy Sĩ của châu Á".

### Công nghệ sinh học
Singapore đã và đang tích cực phát triển ngành công nghệ sinh học của mình. Hàng trăm triệu đô la đã được đầu tư vào lĩnh vực này để xây dựng cơ sở hạ tầng, tài trợ cho nghiên cứu và phát triển và tuyển dụng các nhà khoa học quốc tế hàng đầu đến Singapore. Các hãng dược hàng đầu, chẳng hạn như GlaxoSmithKline (GSK), Pfizer và Merck & Co., đã thành lập nhà máy tại Singapore. Năm 2006, GSK đã đầu tư thêm 300 triệu đô la Singapore để xây dựng một nhà máy khác sản xuất vắc-xin nhi khoa, cơ sở đầu tiên như vậy của họ ở châu Á. Dược phẩm hiện chiếm hơn 8% sản lượng sản xuất của cả nước. Năm 2022, ngành sinh dược của Singapore đạt sản lượng sản xuất 18 tỷ USD mỗi năm, một giá trị đã tăng gấp ba trong hai thập kỷ.

### Năng lượng và cơ sở hạ tầng
Singapore là trung tâm định giá và trung tâm giao dịch dầu mỏ hàng đầu châu Á. Ngành công nghiệp dầu mỏ chiếm 5% GDP của Singapore, với Singapore là một trong ba trung tâm tinh chế xuất khẩu hàng đầu thế giới. Năm 2007, Singapore đã xuất khẩu 68,1 triệu tấn dầu. Ngành công nghiệp dầu mỏ đã dẫn đến việc thúc đẩy ngành công nghiệp hóa chất cũng như sản xuất thiết bị dầu khí. Singapore chiếm 70% thị trường thế giới về giàn nâng tự hành và chuyển đổi các đơn vị tàng trữ sản xuất nổi (FPSO). Singapore chiếm 20% thị trường sửa chữa tàu biển thế giới. Trong năm 2008, ngành công nghiệp hàng hải và ngoài khơi đã sử dụng gần 70.000 công nhân.
Singapore có tiềm năng hạn chế về năng lượng tái tạo chủ yếu do diện tích nhỏ; năng lượng mặt trời có tiềm năng lớn nhất. Chính phủ đặt mục tiêu sản xuất điện mặt trời để đáp ứng nhu cầu của 350.000 hộ gia đình vào năm 2030, tương đương với 4% nhu cầu điện của cả nước vào năm 2020. Là một trung tâm tài chính, Singapore có thể đóng vai trò quan trọng trong việc thu hút đầu tư vào năng lượng tái tạo trong toàn khu vực ASEAN.

### Bất động sản
Chính phủ Singapore cũng sở hữu 90% đất đai của đất nước, cũng như nhà ở của 80% dân số.
Tháng 7 năm 2022, một báo cáo của Savills cho thấy Singapore đứng đầu cùng với Thành phố New York trong việc ghi nhận tốc độ tăng trưởng giá thuê nhà cao nhất trên thế giới đối với nhà ở hạng sang.

### Du lịch
Du lịch đóng vai trò quan trọng trong nền kinh tế của Singapore. Singapore là một trong những thành phố được du khách ghé thăm nhiều nhất trên thế giới.
Tính đến năm 2019, có 19,1 triệu khách du lịch quốc tế đến thăm Singapore, gấp hơn ba lần tổng dân số của nước này. Singapore cũng được tuyên bố là một quốc gia thân thiện với môi trường và duy trì các chương trình bảo tồn thiên nhiên và di sản. Cùng với đó, Singapore cũng có một trong những tỷ lệ tội phạm thấp nhất thế giới. Vì tiếng Anh là ngôn ngữ chính thức chính trong số bốn ngôn ngữ chính thức của Singapore, nên du khách thường dễ dàng hiểu được khi nói chuyện với người dân địa phương, chẳng hạn như khi mua sắm. Giao thông ở Singapore bao phủ hầu hết, nếu không muốn nói là tất cả các địa điểm công cộng ở Singapore, điều này làm tăng sự tiện lợi cho du khách. Điều này bao gồm hệ thống Mass Rapid Transit (MRT) nổi tiếng. Singapore là thành phố được du khách đến thăm nhiều thứ 5 trên thế giới và thứ 2 ở khu vực Châu Á - Thái Bình Dương.
Báo cáo Năng lực cạnh tranh Du lịch và Lữ hành năm 2017 xếp hạng Singapore đứng thứ 13 trong số 136 quốc gia, là quốc gia đứng thứ ba ở châu Á, chỉ sau Nhật Bản (xếp thứ 4) và Hong Kong (xếp thứ 11). Báo cáo xếp hạng môi trường kinh doanh, mức độ cởi mở quốc tế, cũng như chính sách và điều kiện thuận lợi cho du lịch và lữ hành của Singapore là tốt nhất thế giới (xếp hạng 1). Tuy nhiên, quốc đảo này lại có điểm số khá thấp trong chỉ số phụ về tài nguyên thiên nhiên và văn hóa (xếp hạng 40).

## Nghèo đói và bất bình đẳng kinh tế
Singapore là một trong những quốc gia giàu có nhất thế giới tính theo GDP bình quân đầu người, nhưng hệ số Gini của Singapore lại cao so với các nước phát triển. Số liệu về bất bình đẳng thu nhập được công bố bởi Cục Thống kê Singapore. Nếu không tính đến thuế và trợ cấp xã hội, hệ số Gini của Singapore xếp hạng nước này ở mức trung bình. Tuy nhiên, Singapore vẫn nằm trong nhóm "rất cao" về chỉ số phát triển con người điều chỉnh theo bất bình đẳng (IHDI), một bảng xếp hạng tương tự như Chỉ số phát triển con người (HDI), nhưng có tính đến cả bất bình đẳng.
Vào tháng 10 năm 2018, Oxfam xếp hạng Singapore ở vị trí thứ 149 trong số 157 quốc gia trong Chỉ số Cam kết Giảm Bất bình đẳng năm 2018, xếp Singapore vào nhóm mười quốc gia cuối bảng trong chỉ số này, xếp hạng các quốc gia dựa trên nỗ lực giảm bất bình đẳng kinh tế. Trong báo cáo của mình, Oxfam cáo buộc Singapore về các thực hành khuyến khích "thực hành thuế có hại", không có mức lương tối thiểu phổ quát (ngoài người gác cổng và nhân viên bảo vệ) và thành tích kém về quyền lao động.[2] Chính phủ đã phản hồi báo cáo bằng cách tuyên bố rằng điều quan trọng hơn là phải xem xét "kết quả thực tế" như tỷ lệ sở hữu nhà cao, y tế, giáo dục và việc làm của Singapore, thay vì chi tiêu công hoặc thuế suất, đồng thời cho rằng báo cáo "giả định rằng thuế cao và chi tiêu công cao phản ánh cam kết chống bất bình đẳng".
Chính phủ Singapore cung cấp hỗ trợ xã hội thông qua nhiều chương trình trợ cấp xã hội khác nhau. Bộ Phát triển Xã hội và Gia đình điều hành ComCare, một chương trình cung cấp hỗ trợ thu nhập cho các hộ gia đình công dân thu nhập thấp thông qua các chương trình hỗ trợ ngắn hạn đến trung hạn, hỗ trợ dài hạn, hỗ trợ trẻ em và nhu cầu tài chính cấp bách. Các Hội đồng Phát triển Cộng đồng cũng điều hành các chương trình hỗ trợ địa phương khác nhau trong các khu vực của họ. Bộ Nhân lực điều hành Chương trình Hỗ trợ Người cao tuổi, cung cấp hỗ trợ tài chính bổ sung cho người cao tuổi có thu nhập thấp và không có sự hỗ trợ của gia đình. Trong khi đó, Bộ Y tế cũng điều hành MediFund để hỗ trợ các gia đình gặp khó khăn trong việc thanh toán hóa đơn y tế mặc dù có trợ cấp của chính phủ và các chương trình tài chính y tế khác. Ngoài ra, Hội đồng Phúc lợi Xã hội Quốc gia phối hợp với khoảng 450 tổ chức phúc lợi tự nguyện phi chính phủ để cung cấp các dịch vụ xã hội, đồng thời huy động nguồn quỹ thông qua Quỹ Cộng đồng Singapore.
Ngày nay, các nhóm có thu nhập thấp và trung bình nhận được gấp 2,5 lần trợ cấp công mà họ nhận được mười năm trước.